# Agente Smart - Casino totale
Agente Smart - Casino totale (Get Smart) è un film del 2008 diretto da Peter Segal, interpretato da Steve Carell ed Anne Hathaway.
La pellicola è ispirata alla serie televisiva statunitense Get Smart, creata da Mel Brooks e Buck Henry, andata in onda tra il 1965 e il 1970.

## Trama
Maxwell Smart, un analista per l'agenzia di intelligence americana top secret "CONTROL", desidera ardentemente diventare un agente sul campo come il suo idolo, l'Agente 23. Nonostante i punteggi migliori nei test di accettazione, a Smart viene negata la promozione a causa del suo valore più alto come analista. Quando il quartier generale di CONTROL viene attaccato dall'organizzazione terroristica KAOS, quasi tutte le identità degli agenti di CONTROL vengono scoperte, lasciando solo l'Agente 99 come agente operativo sul campo. Smart viene anche promosso agente sul campo come Agente 86, ma l'esperto 99 è riluttante a collaborare con lui a causa della sua inesperienza. Il primo giorno del suo nuovo lavoro, Smart riceve un coltellino svizzero che include componenti aggiuntivi speciali come un lanciafiamme in miniatura e una balestra che spara freccette attaccate al filo della ragnatela.
Mentre è su un aereo, l'Agente 99 vede un uomo dall'aspetto minaccioso nella parte posteriore. Sospetta che sia un assassino, ma Smart respinge l'ipotesi ritenendo che sia indotta da profiling. In compenso Max nota una gomma sulla suola e cerca di rimuoverla con un fiammifero. Quando i passeggeri presumono che Max stia tentando di far esplodere l'aereo con una bomba nascosta nella scarpa, viene affrontato da un Air Marshal e  ammanettato con delle fascette. Max chiede di usare il bagno, e mentre è dentro tenta di rompere le sue fascette usando la balestra sul suo coltellino. Alla fine rompe la fascetta, ma una delle freccette colpisce il pulsante di "espulsione" e lo lascia precipitare verso terra senza paracadute. L'agente 99 lo segue con un paracadute, così come l'assassino. A quest'ultimo viene impedito di far schiantare tutti e tre quando l'Agente 99 lo bacia, sorprendendolo abbastanza da permetterle di dispiegare il paracadute. L'assassino si schianta in un fienile e l'agente 99 e Smart pensano che sia morto, anche se viene rimproverato da lei per l'incidente.
I due arrivano alla villa del mastro artigiano di bombe di KAOS, Ladislas Krstic, durante una festa. Al completamento di un intenso ballo, si infiltrano nell'ufficio principale e rintracciano il materiale nucleare in una fabbrica di armi nucleari KAOS mascherata da panetteria di Mosca. Vengono catturati da Krstic e dai suoi uomini, ma li eliminano tutti con successo. Nella panetteria, Smart incontra il capo della KAOS Siegfried e il suo secondo in comando, Shtarker, solo per scoprire che un doppiogiochista ha compromesso le loro identità. Smart riesce a fuggire e distruggere la fabbrica di armi, ma lui e l'Agente 99 si trovano ad affrontare lo stesso uomo che avevano creduto morto in precedenza. Tutto sembra perduto, ma Smart riconosce l'uomo come Dalip, che era in una registrazione presa durante il periodo di Smart come analista. Dà a Dalip consigli su come sistemare il suo matrimonio fallito, e Dalip li lascia subito andare.
Il capo invia l'agente 23 a osservare la fabbrica, ma KAOS fa uscire di nascosto le armi attraverso il fiume Moscova, lasciando l'agente 23 convinto che solo una panetteria sia stata distrutta. Rendendosi conto che Smart era solo durante le sue scoperte chiave, CONTROL crede che sia il doppiogiochista. L'agente 99, che sta gradualmente sviluppando dei sentimenti con Smart, ha il cuore spezzato ma lo prende in custodia, proprio quando inizia a sospettare che sia lei la doppiogiochista. Nel frattempo, conferendo con Shtarker, Siegfried progetta di far esplodere una bomba nucleare a Los Angeles mentre il presidente è in città.
Siegfried contatta il Governo degli Stati Uniti durante un incontro a cui hanno partecipato il capo e il vicepresidente e minaccia di fornire a paesi ostili codici per detonatori di armi nucleari a meno che non gli venga pagato un riscatto di 200 miliardi di dollari. I membri della riunione, in particolare il vicepresidente (che ha un'intensa ostilità nei confronti del capo) non prendono sul serio la chiamata, con sgomento del capo. Mentre Smart è in una cella di detenzione di CONTROL, Dalip gli invia un messaggio in codice tramite il programma radiofonico American Top 40 fingendosi la sua ragazza, avvertendolo del piano di Siegfried. Smart scappa e arriva a Los Angeles per riunirsi con il capo, l'agente 99 e l'agente 23. Li convince che non è lui il doppiogiochista. Nel frattempo, mentre il presidente arriva alla Disney Hall per un concerto, Siegfried, Shtarker e Dalip piazzano la bomba nella sala da concerto. Quando l'orologio dotato di contatore Geiger di Smart rileva tracce di radiazioni dall'Agente 23, si rendono conto che l'Agente 23 è il vero doppiogiochista.
L'Agente 23 prende in ostaggio l'Agente 99 e fugge in un veicolo. Dopo un inseguimento, Smart riesce a salvare l'Agente 99, ma nella lotta l'auto viene incendiata e costretta sui binari della ferrovia. Smart bacia l'Agente 23 per distrarlo, un trucco appreso dall'Agente 99. Lui e l'Agente 99 vengono scaraventati giù dal veicolo prima che si scontri con un treno merci, uccidendo l'Agente 23. Dopo aver analizzato il calcio nucleare dell'Agente 23, Smart si rende conto che la bomba sarà innescata dalla nota finale dell'"Inno alla gioia" di Beethoven. Si precipitano alla Disney Hall e Smart affronta l'anziano direttore d'orchestra poco prima della nota finale, salvando il presidente e Los Angeles. Siegfried, nonostante il fallimento del suo piano, è soddisfatto della performance di Dalip e promette di non uccidere sua moglie come avrebbe fatto se Dalip avesse fallito, ma afferma che così facendo "farebbe un favore al mondo vedente". In risposta, Dalip getta Siegfried in un fiume, con grande gioia di Shtarker.
Tornato al quartier generale di CONTROL, si tiene una festa in onore di Smart e l'Agente 99 gli regala un cucciolo. In seguito Smart riceve gli onori e realizza il suo sogno di diventare una vera spia. Mentre se ne va, Smart tenta di riparare una porta inceppata, con grande sgomento dell'Agente 99, e finisce incastrato tra le porte scorrevoli in una divertente inquadratura finale, il film diventa nero e Smart urla con rabbia (fuori campo) "Mi stai prendendo in giro!", tradotto nel doppiaggio italiano con "Chiama la manutenzione!"

## Distribuzione
Il film è uscito nelle sale statunitensi il 20 giugno 2008 mentre in Italia per il 9 luglio dello stesso anno.

## Accoglienza

### Incassi
Il budget del film è di 80000000 $ mentre l'incasso totale è di 230700000 $.

### Critica
Il film ha ricevuto recensioni contrastanti da parte della critica. La revisione aggregatore Rotten Tomatoes dà al film un punteggio del 51%, sulla base di 215 recensioni, con la lettura di consenso critica del sito, "il film cavalca un notevole fascino di Steve Carell per qualche risata, ma alla fine è una piuttosto ordinaria commedia estiva". Metacritic ha dato al film un punteggio di 54 su 100, sulla base di 34 critici, che indica "recensioni contrastanti o medi".

## Curiosità
- Il titolo italiano del film è una evidente citazione/parodia di Agente 007 - Casino Royale.
- James Caan, che nella pellicola veste i panni del Presidente degli Stati Uniti, aveva partecipato in passato come guest star proprio ad una puntata della serie televisiva Get Smart, a cui è ispirato il film.
- Bill Murray appare in un cameo nei panni dell'Agente 13.
- Nel film appaiono due wrestler WWE: The Rock interpreta l'agente 23, mentre The Great Khali interpreta Dalip, personaggio che tra l'altro porta proprio il suo nome (il vero nome di Khali è Dalip Singh).

## Spin-off
Il film ha avuto un spin-off, Bruce e Lloyd - Fuori controllo, che vede protagonisti i due simpatici personaggi secondari di Agente Smart - Casino totale.